# اليس ام اليس
اليس أم اليس (باليابانية: ありすorありす ～シスコン兄さんと双子の妹～، بالروماجي: Arisu or Arisu: Siscon Nii-san to Futago no Imōto) (بالإنجليزية: Alice or Alice)‏ هي سلسلة مانغا يابانية من تأليف ريكو كوري [الإنجليزية]، نشرت من قبل ميديا فاكتوري في مجلة كوميك كون [الإنجليزية] منذ سبتمبر عام 2013.  أنتجت إلى مسلسل أنمي تلفزيوني من قبل استوديو إي إم تي سكويريد، عرض الأنمي في 4 أبريل عام 2018 واستمر عرضه حتى 20 يونيو عام 2018، وتكون من 12 حلقة.

## القصة
تدور أحداث القصة عن الحياة اليومية للأختين التوأم أيري ورايز اللتين تعيشان في منزل أخيهما الأكبر. ويعملان بدوام جزئي في مقهى الخادمات الذي يديره كيساكي صديق طفولة أخيها الأكبر.

## الشخصيات
رايز (باليابانية: りせ، بالروماجي: Rise)
أداء صوتي: أياني ساكورا
أيري (باليابانية: あいり، بالروماجي: Airi)
أداء صوتي: رينا هيداكا
'الأخ الأكبر (باليابانية: 兄، بالروماجي: Ani)
أداء صوتي: يوشيتسوغو ماتسوؤكا
ماكو (باليابانية: マコ، بالروماجي: Mako)
أداء صوتي: ناتسومي تاكاموري
كوكو (باليابانية: ココ، بالروماجي: Koko)
أداء صوتي: أياكا سوا
كيساكي (باليابانية: 姫咲، بالروماجي: Kisaki)
أداء صوتي: سورا توكوي
روها (باليابانية: るは، بالروماجي: Ruha)
أداء صوتي: ساوري أونيشي
ألبكا-سان (باليابانية: あるぱかさん، بالروماجي: Arupaka-san)
أداء صوتي: هيوري نيتا [الإنجليزية]
كابي أوساغي (باليابانية: カビうさぎ، بالروماجي: Kabi Usagi)
أداء صوتي: هيوري نيتا
ياميري (باليابانية: ヤミリ一، بالروماجي: Yamirii)
أداء صوتي: إينا سوزوكي

## وصلات خارجية
- الموقع الرسمي باللغة اليابانية
- اليس ام اليس على موقع ANN manga (الإنجليزية)